# Ptilotrichum longicaule
Ptilotrichum longicaule là một loài thực vật có hoa trong họ Cải. Loài này được (Boiss.) Boiss. miêu tả khoa học đầu tiên năm 1838.